# N-502
La N-502 es una carretera nacional de España que comunica Castilla y León con Andalucía, por Extremadura y Castilla-La Mancha. Empieza en las proximidades de Ávila y finaliza en el municipio de Espiel, enlazando con la N-432, a unos 40 kilómetros de la ciudad de Córdoba.

## Historia
Esta nacional surgió en 1987 de la unión de varios tramos de carreteras comarcales
que, en lugar de ser transferidos a las Comunidades y Diputaciones en 1984, como la mayoría de estos, quedaron bajo titularidad estatal.
Aunque pasó a la red nacional, en algunos tramos conserva las características de una comarcal, pero en no mucho tiempo se realizarán reformas para darle un carácter de nacional, y en el tramo Herrera del Duque – Talavera de la Reina, se convertirá en vía rápida.
Los tramos de comarcal a partir de los cuales se formó esta carretera fueron:
- C-502  (Ávila-Toledo por Talavera): Tramo La Serrada – Casar de Talavera
- C-503  (San Martín de Valdeiglesias – Almadén): Tramo Talavera de la Reina – Almadén
- C-411  (Almadén-Posadas): Tramo Almadén – Espiel

El resto de tramos de estas comarcales pasaron a titularidad autonómica. (C-502 a CM-4000, C-503 a AV-915 y CM-5001, y C-411 a A-3075).
También se utilizaron en todo o en parte las carreteras C-413, BA-V-4014, BA-V-4151 y CR-P-4194, pero más tarde se construyeron nuevos tramos de la N-502, por lo que estas carreteras dejaron de ser parte de esta vía, devolviéndose a sus anteriores titulares.
Se preveía que en el futuro se construyera un tramo de la autopista Madrid-Córdoba (AP-41) paralelo a la N-502, entre Almadén y Espiel, pero quedó descartado por la posibilidad de ocasionar graves impactos medioambientales.

## Trazado
El trazado de la carretera es el siguiente:

### Provincia de Ávila

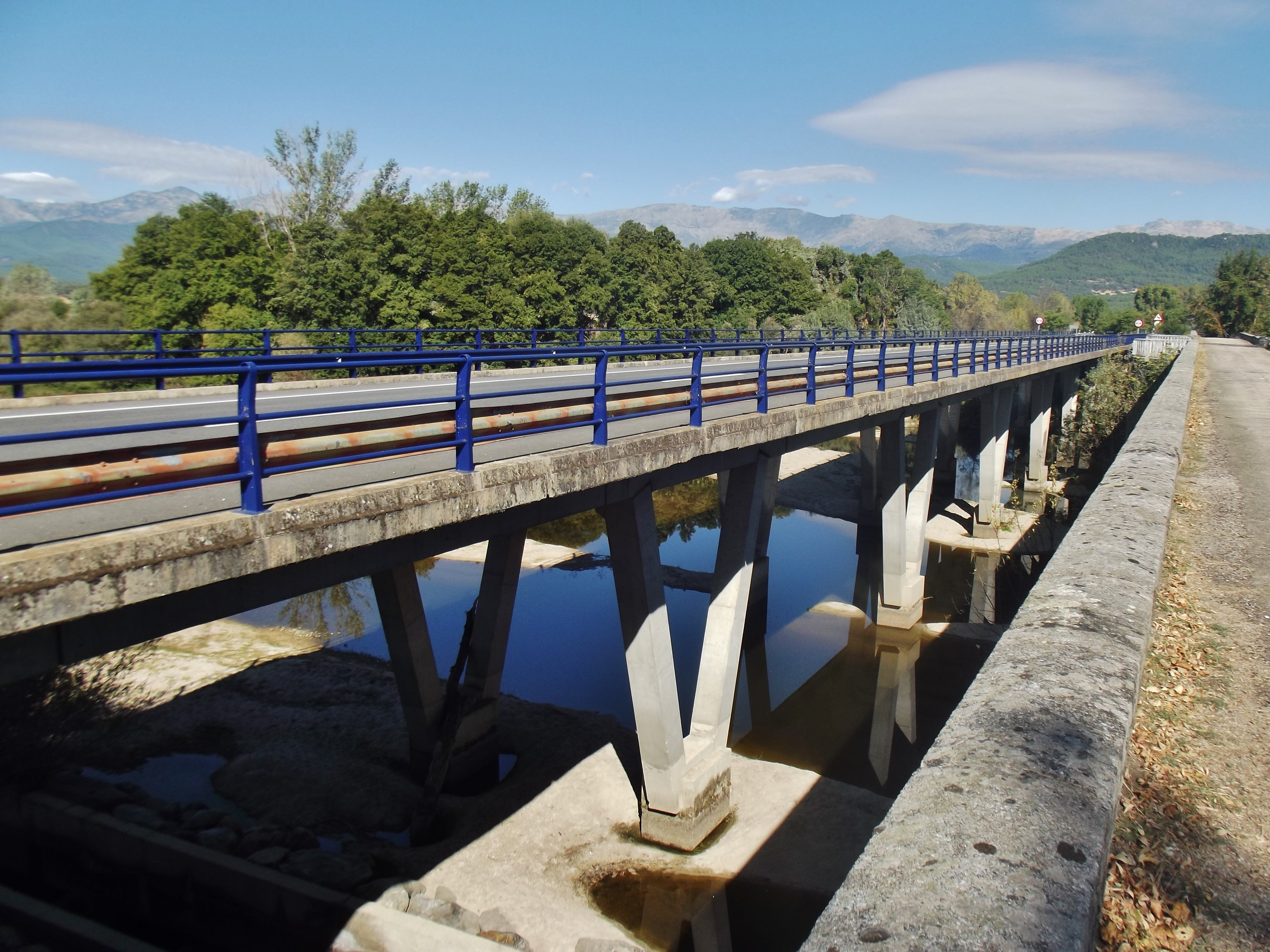
Viaducto de la N-502 sobre el río Tiétar.

La N-502 comienza en La Serrada, en un cruce con la N-110. Después, desciende a la Sierra de Gredos cruzando los municipios de Solosancho, Robledillo, La Hija de Dios y Mengamuñoz. Entra en la sierra por el Puerto de Menga y desciende al valle del Alberche. A continuación, sube al Puerto del Pico y desciende al Valle del Tiétar mediante Cuevas del Valle y Mombeltrán. Bordea Arenas de San Pedro por el este y se cruza con la CL-501 al pasar Ramacastañas. Abandona la provincia de Ávila tras pasar un puente sobre el Tiétar.

### Provincia de Toledo
La N-502 desciende hasta Talavera pasando por Velada, Gamonal y Casar de Talavera. A continuación, se cruza con la autovía A-5 y circunvala Talavera de la Reina por el suroeste. Después, cambia de dirección nuevamente hacia el suroeste, cruzando los pueblos de Alcaudete de la Jara, Belvís de la Jara, La Nava de Ricomalillo y Sevilleja de la Jara. Abandona la provincia pasando el Puerto del Rey.

### Provincia de Badajoz
Tras cruzar el puerto, entra en Extremadura, recorriendo brevemente la provincia de Cáceres, para pasar a la de Badajoz. Bordea el pueblo de Castilblanco, pasa un puente sobre el Guadiana, atraviesa Herrera del Duque y desciende a Fuenlabrada de los Montes. Después se cruza con la N-430 y se une a ella durante unos kilómetros dirección este. Tras lo cual se separa de nuevo, retomando el sentido sur.

### Provincia de Ciudad Real

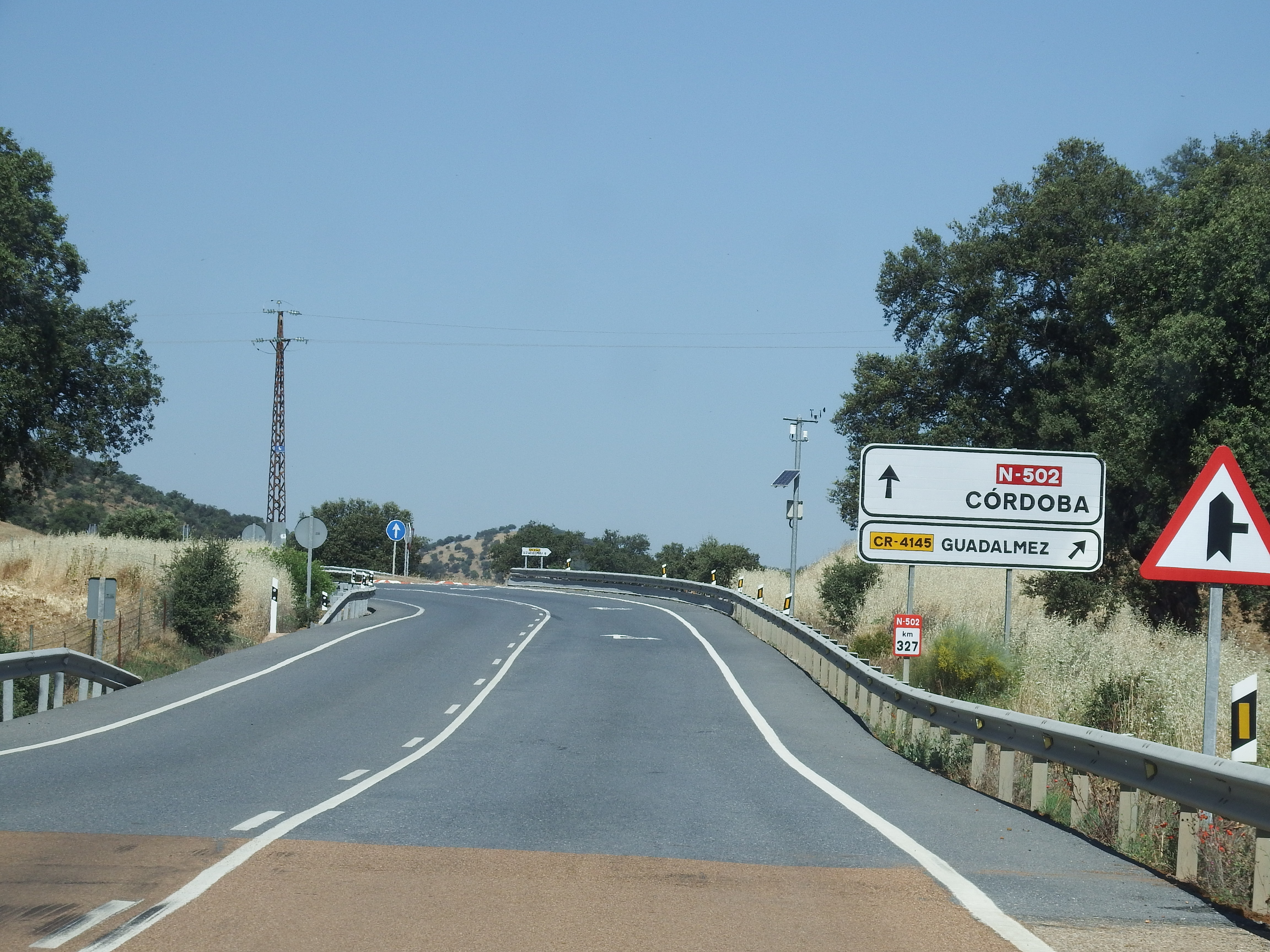
N-502 cerca del desvío a Guadalmez, en el sur de Ciudad Real

Entra en Ciudad Real por el municipio de Puebla de Don Rodrigo paralelo a la Cañada Real segoviana, continua pasando por Agudo y por Valdemanco del Esteras, y asciende al Puerto Grande. Bordea a continuación el municipio de Chillón y se cruza en Almadén con la CM-415 y la CR-424. Desciende al Palacio de Moret, se cruza con la CR-4202, la cual se dirige a Alamillo y abandona Castilla-La Mancha tras pasar un cruce a Guadalmez.

### Provincia de Córdoba
Por último, entra en Andalucía por la sierra y municipio de Santa Eufemia. Continúa
atravesando los municipios de El Viso y Alcaracejos, donde se cruza con la A-423. Pasa el Puerto Calatraveño y desciende hasta Espiel, donde enlaza finalmente con la N-432.